# Jan Nekovář
Jan Nekovář (7. července 1963 – 14. listopadu 2022 Paříž) byl český matematik působící na pařížské Sorbonně, jehož oborem byla teorie čísel (aritmetická algebraická geometrie). Celoživotně se zabýval řešením tzv. Birchovy a Swinnerton-Dyerovy domněnky, což je jeden ze sedmi Problémů tisíciletí, za jehož vyřešení je vypsána odměna 1 milionu dolarů.
Nekovář studoval od roku 1981 na Karlově univerzitě v Praze a v letech 1984/85 studoval na Lomonosovově univerzitě. Po ukončení studia v roce 1986 byl rok v československé armádě a v roce 1991 získal doktorát na Československé akademii věd v Praze. Jako postgraduální student byl Miller Fellow 1991 až 1993 na University of California v Berkeley. V roce 1993 byl docentem na Karlově univerzitě, od roku 1995 docent na University of Cambridge, kde byl mimořádným profesorem v letech 2001 a 1995 až 2002 Fellow of Christ's College. Od roku 2002 působil jako profesor na univerzitě v Paříži VI.
Byl hostujícím učencem na Steklowově institutu v Moskvě (1988/89), Institutu Maxe Plancka pro matematiku (1989/90) v Bonnu, Institutu Isaaca Newtona (1998), École normale supérieure (1991), University of Minnesota, CRM v Barceloně, Tokio, Nagoya, Štrasburk, Fields Institute a Erwin Schrödinger Institute for Mathematical Physics ve Vídni.

## Úspěchy a ocenění
V roce 1992 byl pozvaným řečníkem na prvním Evropském kongresu matematiků v Paříži (Hodnoty L-funkcí a p-adic cohomologie).
V roce 1998 získal Whiteheadovu cenu.
V roce 2014 získal cenu G. de B. Robinsona od Canadian Mathematical Society.
V roce 2019 převzal v Národním muzeu v Praze cenu Neuron za významný vědecký objev v oboru matematika.

## Dílo
- s Kevinem Buzzardem, Davidem Burnsem (ed.): L-funkce a Galoisovy reprezentace. London Mathematical Society Lecture Note Series 320, Cambridge University Press 2007 (zde Nekovar Systémová metoda Eulera pro CM body na křivkách Shimura).
- Selmerové komplexy. In: Asterisque. Svazek 310. 2006.
- Beilinsonovy dohady. In: Motives. Seattle, WA, 1991, s. 537–570 (Proc. Symp. Pure Math. 55 / I. Amer. Math. Soc., Providence, 1994).
- Na p-adic výškových párováních. In: Séminaire de Théorie des Nombres. Paris, 1990–1991, s. 127–202 (Progress in Mathematics, 108. Birkhäuser 1993).
- Kolyvaginova metoda pro Chow skupiny odrůd Kuga-Sato. In: Invent. Math., 107, 1992, str. 99–125.
- Počty tříd kvadratických polí a Shimurova korespondence. In: Mathematical Annals. 287, 1990, str. 577–594.